# Обсерватория Бордо
Обсерватория Бордо (фр. Observatoire de Bordeaux) — астрономическая обсерватория, основанная в 1878 году Жоржем Райе (фр. Georges Rayet), в честь которого названа звезда Вольфа — Райе. В основном обсерватория занимается астрономическими измерениями и изучением радиоволн. В последнее время там также начали проводить исследования по изучению атмосферы.
В обсерватории расположено 4 оптических и 2 радиотелескопа. В ней также имеется довольно большая библиотека, где можно найти сочинения таких авторов, как Коперник, Галилей, Ньютон.
Обсерватория расположена в небольшом французском городке под названием Флуарак (Floirac (фр.)).
Официально это Астрофизическая обсерватория в Бордо, входящая в «Национальный центр научных исследований» и являющаяся частью Университета Бордо I.

## Директора обсерватории
| Имя               | Начало срока | Окончание срока |
| ----------------- | ------------ | --------------- |
| Жорж Райе         | 1879         | 1906            |
| Люк Пикарт        | 1906         | 1937            |
| Гильберт Роугир   | 1937         | 1947            |
| Pierre Semirot    | 1947         | 1971            |
| Jean Delannoy     | 1971         | 1976            |
| Fernand Poumeyrol | 1976         | 1981            |
| Jérôme de la Noe  | 1981         | 1986            |
| Jacques Colin     | 1986         | 199?            |
| Alain Castets     | 199?         | 200?            |